# Jane Cederqvist
Jane Cederquist (Estocolmo, Suecia, 1 de julio de 1945-15 de enero de 2023) fue una nadadora sueca especializada en pruebas de estilo libre media distancia, donde consiguió ser subcampeona olímpica en 1960 en los 400 metros.

## Biografía
Cederqvist creció en los suburbios de Estocolmo. Aprendió a nadar a los 6 años y a los 12 empezó a entrenar en un club. En pocos años se convirtió en una de las mejores nadadoras de estilo libre del mundo, y ganó una medalla de bronce en el Campeonato Mundial Juvenil de 1958. Terminó segunda en los 400 m estilo libre en los Juegos Olímpicos de verano de 1960 en Roma y unos días después estableció un nuevo récord mundial en los 1500 m estilo libre en Suecia. Justo antes de los juegos rompió otro récord mundial, en los 800 m estilo libre.
En 1961 dejó la natación para concentrarse en sus estudios. En 1970 recibió su licenciatura y en 1980 un doctorado en historia con una tesis titulada «Arbetare i strejk: studier rörande arbetarnas politiska mobilisering under industrialismens genombrott: Stockholm 1850–1909» (Obreros en huelga: la movilización política de la clase obrera en Estocolmo 1850– 1909). Luego tomó varios trabajos para gobiernos centrales y locales, como directora de departamento en la Oficina Nacional de Auditoría durante seis años y luego directora de la Asociación de Autoridades Locales. Desde 1994, trabajó en el Ministerio de Industria y en 1998 se convirtió en directora del Museo Sueco de Antigüedades Nacionales. Cederqvist había querido durante mucho tiempo involucrarse directamente con la historia y al principio se entusiasmó con este trabajo, pero luego se frustró por la falta de fondos y se trasladó al Ministerio de Finanzas, donde entre 1999 y 2002 se desempeñó como directora general de la Agencia de Fortificaciones Suecas y luego trabajó como analista fiscal.
Cederqvist murió después de sufrir esclerosis lateral amiotrófica el 15 de enero de 2023, a la edad de 77 años.

## Carrera deportiva
En los Juegos Olímpicos de Roma 1960 ganó la medalla de plata en los 400 metros estilo libre, con un tiempo de 4:53.9 segundos, tras la estadounidense Chris von Saltza y por delante de la neerlandesa Catarina Lagerberg (bronce con 4:56.9 segundos).